# Euscheloribates rotundus
Euscheloribates rotundus är en kvalsterart som först beskrevs av Hammer 1971.  Euscheloribates rotundus ingår i släktet Euscheloribates och familjen Scheloribatidae. Inga underarter finns listade i Catalogue of Life.